# Анна Емилия фон Анхалт-Кьотен-Плес
Анна Емилия фон Анхалт-Кьотен (на немски: Anna Emilie von Anhalt-Köthen) от род Аскани е принцеса от Анхалт-Плес, наследничка на господството Плес, и чрез женитба графиня на Хохберг, фрайин на Фюрстенщайн.

## Биография
Родена е на 20 май 1770 в Плес/Пшчина. Тя е единствената дъщеря на княз Фридрих Ердман фон Анхалт-Кьотен-Плес (1731 – 1797) и съпругата му графиня Луиза Фердинанда цу Щолберг-Вернигероде (1744 – 1784), дъщеря на граф Хайнрих Ернст фон Щолберг-Вернигероде (1716 – 1778) и втората му съпруга принцеса Кристиана Анна Агнес фон Анхалт-Кьотен (1726 – 1790), по-голямата сестра на баща и Фридрих Ердман.
След смъртта на бездетните ѝ братя Фридрих Фердинанд (1769 – 1830), Хайнрих (1778 – 1847) и Лудвиг (1783 – 1841), нейният син Ханс Хайнрих X фон Хохберг наследява господството Плес и 1847 г. княжеската титла.
Анна е добра приятелка с Шарлота Шлайермахер, сестрата на философа Фридрих Шлайермахер, и помага финансово на фамилията.
Анна Емилия фон Анхалт-Кьотен умира на 1 февруари 1830 г. във Фюрстенщайн, Бавария, на 59-годишна възраст.

## Фамилия
Анна Емилия се омъжва на 21 май 1791 г. в Плес (Пшчина) за граф Ханс Хайнрих VI фон Хохберг, фрайхер фон Фюрстенщайн (* 22 април 1768; † 7 май 1833), син на граф Ханс Хайнрих V фон Хохберг, фрайхер фон Фюрстенщайн (1741 – 1782) и графиня Кристина Хенриета Луиза фон Щолберг-Щолберг (1738 – 1776). Те имат децата:
- Луиза фон Хохберг-Фюрстенщайн (* 27 февруари 1804; † 2 януари 1851), омъжена на 1 октомври 1827 г. за граф Едуард фон Клайст, фрайхер цу Цюцен (* 2 ноември 1795; † 21 март 1852)
- Шарлота фон Хохберг-Фюрстенщайн (* 2 декември 1806; † 14 март 1882, Дрезден), омъжена на 16 юни 1835 г. за граф Фридрих фон Щолберг-Вернигероде (* 17 януари 1804, Берлин; † 5 януари 1865, Петерсвалдау)
- Ханс Хайнрих X фон Хохберг (* 2 декември 1806, Берлин; † 20 декември 1855, Берлин), граф на Хохберг, 1. княз на Плес, пруски княз на 15 октомври 1850 г., индустриалец, пруски генерал, женен I. на 6 юни 1832 г. в Котцен за Ида фон Щехов (* 25 март 1811, Берлин; † 30 септември 1843, Луцерн), II. на 29 януари 1848 г. за Аделхайд фон Щехов (* 25 септември 1807, Котцен; † 24 август 1868, Дцивентлине до Нойшлос), сестра на първата му съпруга Ида

## Галерия
- Герб на князете фон Плес, графовете фон Хохберг, фрайхерен цу Фюрстенщайн
- Дворец Плес
- Дворец Фюрстенщайн